# چهل سر
چهل سر، روستایی از توابع بخش شادمهر شهرستان مه ولات در استان خراسان رضوی ایران است.

## جمعیت
این روستا در دهستان مه ولات شمالی قرار دارد و براساس سرشماری مرکز آمار ایران در سال ۱۳۸۵، جمعیت آن ۱۷۲ نفر (۴۷خانوار) بوده‌است.